# Pruggern
Pruggern är en ort i kommunen Michaelerberg-Pruggern i distriktet Liezen i förbundslandet Steiermark i Österrike. Pruggern var tidigare en självständig kommun, men slogs den 1 januari 2015 samman med kommunen Michaelerberg och bildade kommunen Michaelerberg-Pruggern.